# Domenico Calcagno
Domenico Calcagno (ur. 3 lutego 1943 w Tramontana) – włoski duchowny katolicki, przewodniczący Administracji Dóbr Stolicy Apostolskiej w latach 2011–2018, od 2013 członek Papieskiej Komisji ds. Państwa Watykańskiego, kardynał.

## Życiorys
Wstąpił do seminarium duchownego w Genui. Studiował także na Papieskim Uniwersytecie Gregoriańskim, gdzie w 1968 uzyskał tytuł doktora teologii dogmatycznej.
Święcenia kapłańskie otrzymał 29 czerwca 1967 z rąk kardynała Giuseppe Siriego i został inkardynowany do archidiecezji genueńskiej. Pracował jako m.in. rektor Oratorium św. Erazma w Genui (1969-1989), dyrektorem krajowego biura misyjnego (1989-1996), a także ekonomem Konferencji Episkopatu Włoch (1998-2002).
25 stycznia 2002 papież Jan Paweł II mianował go ordynariuszem diecezji Savona-Noli. Sakry biskupiej udzielił mu 9 marca 2002 ówczesny arcybiskup Genui - kard. Dionigi Tettamanzi.
7 lipca 2007 papież Benedykt XVI mianował go sekretarzem Administracji Dóbr Stolicy Apostolskiej, podnosząc go do rangi arcybiskupa. Dokładnie 4 lata później - 7 lipca 2011 został przewodniczącym Administracji, zastępując na tym stanowisku kard. Attilio Nicorę. 6 stycznia 2012 ogłoszona została jego kreacja kardynalska, której papież Benedykt XVI dokonał oficjalnie na konsystorzu w dniu 18 lutego 2012. W 2013 roku został mianowany członkiem Papieskiej Komisji ds. Państwa Watykańskiego, którą to funkcję pełni również w kadencji trwającej od 2018 roku. 26 czerwca 2018 papież zaakceptował jego rezygnację z urzędu przewodniczącego Administracji Dóbr Stolicy Apostolskiej, złożoną ze względu na wiek.
Brał udział w konklawe 2013, które wybrało papieża Franciszka.
4 marca 2022 papież Franciszek promował go do rangi kardynała prezbitera z zachowaniem dotychczasowej diakonii na zasadzie pro hac vice.
3 lutego 2023 ukończył 80 lat i utracił prawo do uczestnictwa w przyszłych konklawe.